# Superodontella scabra
Superodontella scabra is een springstaartensoort uit de familie van de Odontellidae. De wetenschappelijke naam van de soort is voor het eerst geldig gepubliceerd in 1946 door Stach.